# Московский урбанистический форум
Моско́вский урбанисти́ческий фо́рум (МУФ, англ. Moscow Urban Forum, MUF) — международный конгресс, посвященный проблемам развития мегаполисов. Форум проводится в Москве ежегодно с 2011 года. Форум объединяет представителей городских администраций России и мира, архитекторов, градостроителей, девелоперов, руководителей финансовых компаний, инвесторов, технологические стартапы, представителей медиа и горожан.

## Формат
Впервые Московский урбанистический форум прошёл в конце 2011 года в гостинице «Свиссотель Красные Холмы». Мероприятие было совместно организовано Правительством Москвы, некоммерческой организацией Urban Land Institute и консалтинговой фирмой «Институт региональной политики». С 2012 года мэрия отказалась от сотрудничества с «Институтом региональной политики» и проводила форум самостоятельно. В 2012 году институт обращался в Арбитражный суд, заявляя права на концепцию и товарное обозначение Московского урбанистического форума, однако суд подтвердил права столичных властей на мероприятие. В 2012—2016 годах основной площадкой форума служил московский Манеж, в 2017 году мероприятия форума переместились в 75-й павильон ВДНХ, а в 2018 — в концертный зал «Зарядье».
Каждый форум с 2011 года имел заглавную тему, которая определяла содержание и порядок дискуссий:
- I форум: 8—9 декабря 2011 года — «Глобальные решения для российских городов»[2];
- II форум: 4—5 декабря 2012 года — «Мегаполис в масштабе человека»[5];
- III форум: 5—6 декабря 2013 года — «Мегаполисы: развитие за пределами центра»[6];
- IV форум: 11—14 декабря 2014 года — «Драйверы развития мегаполиса»[7];
- V форум: 16—17 ноября 2015 года — «Москва как динамичный мегаполис: практики гибкого управления»[8];
- VI форум: 30 июня — 3 июля 2016 года — «Быстрорастущие мегаполисы. Технологии динамичного развития»[9];
- VII форум: 6—12 июня 2017 года — «Эпоха агломераций. Новая карта мира»[10];
- VIII форум: 17—22 июля 2018 — «Мегаполис будущего. Новое пространство для жизни»[11];
- IX форум: 4—7 июля 2019 — «Качество жизни. Проекты, меняющие города»[12];
- X форум: 1—4 июля 2021 (изначально планировавшийся к проведению с 2 по 5 июля 2020 года форум был перенесён из-за пандемии COVID-19) — «Города-суперзвезды. Уроки успешной трансформации»[13][14];
- XI форум: 1—21 августа 2022 — «Москва будущего»[15];
- XII форум: 1 августа—10 сентября 2023 — «Самый масштабный в своей истории».

## Конгресс Urban Health

### 2019
Международный конгресс Urban Health впервые прошёл в рамках форума в 2019 году. Конгресс стал первым масштабным общественным событием в России, на котором поднимали вопросы создание городской среды в интересах здоровья жителей.
Участники обсудили ключевые принципы Urban Health – интеграцию приоритетов здоровья во все аспекты городского управления, изменение и проектирование среды в интересах общественного здравоохранения и экономическую оценку средовых рисков здоровья и пути их снижения.
В рамках конгресса Urban Health прошло 12 сессий, на которых выступили 64 эксперта из 14 стран мира. Спикерами сессий стали Сергей Собянин, Татьяна Голикова, Анастасия Ракова, Анна Попова. Также к дискуссиям присоединились международные эксперты: президент Международного сообщества по городскому здоровью Джо Айви Буффорд, профессор Колин Эллард, профессор социологии LSE Ричард Сеннет, директор Fliedner Klinik Berlin Мазда Адли, вице-мэр по социальным вопросам и здравоохранению Хельсинки Санна Весиканса, руководитель направления Здравоохранение в ОЭСР Франческа Коломбо и многие другие.
Основные темы обсуждения конгресса Urban Health 2019:
- Борьба с хроническими заболеваниями в городах
- Создание среды, предотвращающей риск развития ожирения и диабета
- Практики снижения экологических рисков
- Создание среды, комфортной для пожилых людей
- Продвижение повестки Urban Health в России
- Продовольственная политика городов

### 2021
Второй международный конгресс Urban Health был посвящён интеграции принципов здоровья во все сферы городского развития. Пленарное заседание Конгресса «Города против COVID-19. Эффективные решения в условиях пандемии» открыло второй день форума. В нём приняли участие заместитель мэра Москвы в Правительстве Москвы по вопросам социального развития Анастасия Ракова, главный санитарный врач России и глава Роспотребнадзора Анна Попова, основатель международного сообщества по городскому здравоохранению Дэвид Влахов, генеральный секретарь организации «Врачи без границ» Кристофер Локйер.
В рамках конгресса прошло 16 мероприятий, на которых обсуждались такие темы, как ожирение и диабет, эпидемиологический и салютогенный дизайн, создание инклюзивной городской среды, учитывающей потребности жителей разных возрастов, климатические стратегии город и борьба с хроническими и инфекционными заболеваниями в городах.
В сессиях приняли участие 78 спикеров, в том числе 40 иностранных экспертов из 17 стран. Среди них были профессор отделения профилактической медицины университета Альберты Карен Ли, глава программы профилирования жизнестойкости городов ООН Эстебан Леон, президент альянса для развития метрополии Большого Парижа Николя Бушо, главный редактор журнала Cities & Health, советник ВОЗ по программе «Здоровые города» Маркус Грант, директор центра здравоохранения и прав человека Гарвардского университета Мэри Бассетт, биомедицинский геронтолог, основатель и главный научный сотрудник фонда SENS Обри Ди Грей, директор программы по вопросам загрязнения воздуха и городской окружающей среды в ISGlobal Марк Ньюхайзен.
Также на форуме-2021 между молодёжным советом при Департаменте здравоохранения Москвы, Московским урбанистическим форумом, МООИ «Московская диабетическая ассоциация», КБ «Стрелка» и компанией Novo Nordisk состоялось подписание соглашения о намерениях по реализации программы «Города побеждают диабет» в городе Москве.
В рамках конгресса Urban Health 2021 аналитический центр МУФ представил «Международный рэнкинг городов-лидеров повестки Urban Health». Рейтинг ранжирует ведущие мегаполисы мира по степени внедрения принципов Urban Health в управление и по динамике здоровья в городе.

## Издательская деятельность
В 2014 году Московский урбанистический форум запустил собственную издательскую программу «Библиотека урбаниста», в рамках которой выходят в печать классические труды по урбанистике и исследования аналитического центра форума, а также периодическое издание Urban Agenda. МУФ выступил инициатором перевода и издания знаковых книг ведущих международных авторов – Ричарда Флориды, Эдварда Глейзера, Мазды Адли.
Изданные в рамках «Библиотеки урбаниста» исследования включают:
- «Мир как архитектурный проект» (2021)[27]
- «Больше, чем город. Границы, масштаб и гравитация городских агломераций» (2020)[28]
- Мазда Адли «Стресс в большом городе» (2019)
- Ричард Флорида «Новый кризис городов» (2018)[29]
- «Москва: курс на полицентричность» (2016)
- «Управление пространственно-экономическим развитием города: скрытые ресурсы» (2016)[30]
- «Механизмы сотрудничества правительства и населения города: систематизация мирового опыта» (2014)
- Эдвард Глейзер «Триумф города Как наше величайшее изобретение делает нас богаче, умнее, экологичнее, здоровее и счастливее» (2014)[31]

## Фестиваль
С 2013 года официальная программа Московского урбанистического форума была дополнена урбанистическим фестивалем Moscow Urban FEST, открытым для всех желающих. В программу фестиваля входят лекции и мастер-классы (в том числе, выступления гостей форума), круглые столы и публичные обсуждения, кинопоказы и выставки.
Темы Moscow Urban FEST:
- 2018 год — «Связывая поколения»[37];
- 2019 год — «Город. Внимание. Умвельт»[38];
- 2021 год — «Re: Город. Жизнь в новой эре»[39].

Фестиваль посетили более 200 000 человек, выступили более 1000 спикеров. Среди спикеров Moscow Urban FEST —  зарубежные эксперты в урбанистике, исследователи и представители креативных индустрий Кейтлин Даути, Дарон Аджемоглу, Марта Шварц, Реза Негарестани, Беатрис Коломина, Обри ди Грей, Марк Уигли, Чой Чжон Хва, Игнас Ван Шейк, Ричард Сеннет, Колин Эллард, Мазда Адли. Также в фестивале участвуют российские спикеры: Виктор Вахштайн, Марина Звягинцева, Кирилл Игнатьев, Алёна Долецкая, Екатерина Шульман, Айрат Багаутидинов и многие другие.

## Региональные конференции
В 2015 году в преддверии московского форума региональные конференции были организованы в Новосибирске, Хабаровске, Казани, Самаре и Санкт-Петербурге.

## Участники
Гостями конференции становятся действующие и бывшие градоначальники, чиновники городских департаментов, представители профильных некоммерческих организаций, архитекторы, урбанисты, философы и предприниматели. С 2011 года в Московском урбанистическом форуме принимали участие: экс-мэр Чикаго Ричард Майкл Дэйли, бывший мэр Милана Джанпьетро Боргини, сити-менеджер Гааги Макс Елиневски, бывшие мэры Боготы Энрике Пеньялоса и Антанас Моккус, руководитель департамента городского развития Вены Томас Мадрейтер, руководитель департамента территориального планирования Амстердама Тан Шаап, разработчик концепции «Большого Парижа» Антуан Грумбах, экс-министр транспорта Франции Тьерри Мариани, директор лаборатории MobileExperience Массачусетского технологического института Фредерико Казаленьо, бывший президент Международной ассоциации городских и региональных планировщиков ISOCARP Пьер Лаконт, урбанист Ян Гейл, директор датского бюро Gehl Architects Оливер Шульц и другие международные эксперты. В форуме традиционно принимают участие мэр Москвы Сергей Собянин, заммэра по вопросам градостроительной политики Марат Хуснуллин, главный архитектор Москвы Сергей Кузнецов и другие московские чиновники. Также в форумах разных лет принимали участие министр экономического развития Эльвира Набиуллина, председатель правления Сбербанка Герман Греф.